# Фонтиньяш
Фонтиньяш (порт. Fontinhas)  —  район (фрегезия) в Португалии,  входит в округ Азорские острова. Расположен на острове Терсейра. Является составной частью муниципалитета  Вила-да-Прая-да-Витория. Население составляет 1541 человек на 2001 год. Занимает площадь 17,09 км².
Покровителем района считается Дева Мария (порт. Nossa Senhora da Pena). 